# Aloe juttae
Aloe juttae é uma espécie de liliopsida do gênero Aloe, pertencente à família Asphodelaceae.